# Carolina Klüft
Carolina Evelyn Klüft (Sandhult, 2 februari 1983) is een voormalige Zweedse zevenkampster. Klüft is een van de weinige atleten die alle vijf internationale meerkamptitels heeft gewonnen. Zij was toen 22 jaar en daarmee de jongste die hierin ooit is geslaagd. Zij is bovendien de enige ter wereld die driemaal achter elkaar wereldkampioene op de zevenkamp is geworden.

## Biografie

### Sportieve familie
Klüft is geboren in Sandhult in de gemeente Borås, Västergötland en groeide op in Växjö, waar haar vader, moeder en drie zussen (Martina, Sofia, Olivia) nog steeds leven. Ze woont tegenwoordig in Karlskrona samen met polsstokspringer Patrik Kristiansson, met wie ze sinds september 2007 getrouwd is.
Klüft komt uit een sportieve familie: haar moeder Ingalill was verspringster en haar vader Johnny voetballer. De Zweedse meerkampster wordt geroemd om haar spontaniteit en vriendelijkheid, wanneer ze deelneemt aan een wedstrijd. Dit maakt haar populair bij fans en medeatleten. Als Carolina Klüft niet traint, dan studeert ze aan de universiteit van Växjö.
Vanaf het EK indoor van 2002 in Wenen heeft Carolina naar elke wedstrijd haar mascotte, een Iejoor-ezeltje, meegenomen. Sindsdien heeft ze geen zevenkamp meer verloren.

### Tweemaal wereldkampioene
Klüft trad voor het eerst op de voorgrond door in 2002 Europees kampioene te worden op de zevenkamp in München, waar ze de thuisatlete en favoriete Sabine Braun versloeg.
Door in maart 2003 tijdens de wereldindoorkampioenschappen in Birmingham de vijfkamp te winnen met een score van 4933 punten, plaatste ze zichzelf tweede op de wereldranglijst aller tijden. Tijdens de wereldkampioenschappen outdoor in Parijs (Saint-Denis) van dat jaar won ze de zevenkamp met een score van 7001 punten. Ze versloeg Eunice Barber (Frankrijk), die 6755 punten vergaarde. Met haar winnende score werd zij de derde vrouw ooit die 7000 of meer punten behaalde. Later dat jaar werd ze beloond met de Waterford Crystal European Athlete of the Year 2003. Ook ontving Klüft de Svenska Dagbladet Gold Medal.
Behalve op de zevenkamp komt Klüft ook regelmatig uit op het onderdeel verspringen. Bij de wereldkampioenschappen in Parijs won zij op dit onderdeel de bronzen medaille. In de zevenkamp zelf is Klüft ook uitstekend op het nummer hoogspringen, alsmede de sprint en de 100 m horden. Haar werpnummers zijn degelijk, evenals haar 800 m.

### Grand Slam
De volgende grote overwinning van Klüft was de zevenkamp op de Olympische Zomerspelen 2004 in Athene. Ze won de wedstrijd met een score van 6952 punten en had een marge van 517 punten op de eerstvolgende. Ze nam de leiding na het hoogspringen en vergrootte vanaf dat moment haar voorsprong na elk volgend onderdeel. Europees, wereld- en nu ook olympisch kampioene, Klüft heeft ze alle drie veroverd, de grand slam van de atletiekwereld, op haar 21-ste.
Het volgende jaar was zij op het Europees indoorkampioenschap te Madrid opnieuw de sterkste. Ze won de vijfkamp met 4984 punten, wat niet alleen een nieuw persoonlijk record was, maar ze verstevigde er ook haar tweede positie op de wereldranglijst aller tijden mee. De dag voor het wereldkampioenschap outdoor in Helsinki, later dat jaar, blesseerde zij zich aan haar voet. De blessure hinderde haar in haar prestaties, maar ze behaalde desondanks een gouden medaille. Zij scoorde 6887 punten, voor Eunice Barber die 6824 punten verzamelde.
In augustus 2006 won Klüft andermaal de Europese titel in de zevenkamp en werd ook beloond met de Waterford Crystal European Athlete of the Year 2006. Nadat ze eerder de trofee al eens had gewonnen in 2003. Ze werd door een poll op de site van de Europese Atletiek Federatie uitgeroepen tot beste Europese atlete van 2006, voor Kim Gevaert (België) en Jelena Isinbajeva (Rusland)
In 2007 ging de overwinning in de Waterford Crystal European Athlete of the Year naar Blanka Vlašić en werd Klüft tweede. Het was al de tweede keer dat Klüft tweede werd in de poll.

### Nummer 1
Klüft stond als vrouwelijke vijfkampster/zevenkampster onafgebroken gerangschikt als nummer 1 in de wereld sinds 16 september 2002. Begin augustus 2007 werd deze positie op de zevenkamp echter overgenomen door haar grote rivale, Ljoedmila Blonska. Deze Blonska liep tijdens de Olympische Spelen in Peking tegen de dopinglamp en dit voor de tweede maal.
In maart 2007 won Klüft na een felle strijd met Kelly Sotherton de vijfkamp op het EK Indoor in het Engelse Birmingham. Ze bereikte een puntentotaal van 4944, 40 punten onder haar recordscore van twee jaar ervoor. Voor het overige stond het jaar vooral in het teken van de wereldkampioenschappen in Osaka in augustus, waar Carolina Klüft opnieuw een groot doel voor ogen stond: voor de derde maal winnen en het Europese record uit 1989 van 7007 punten verbeteren.

### Osaka

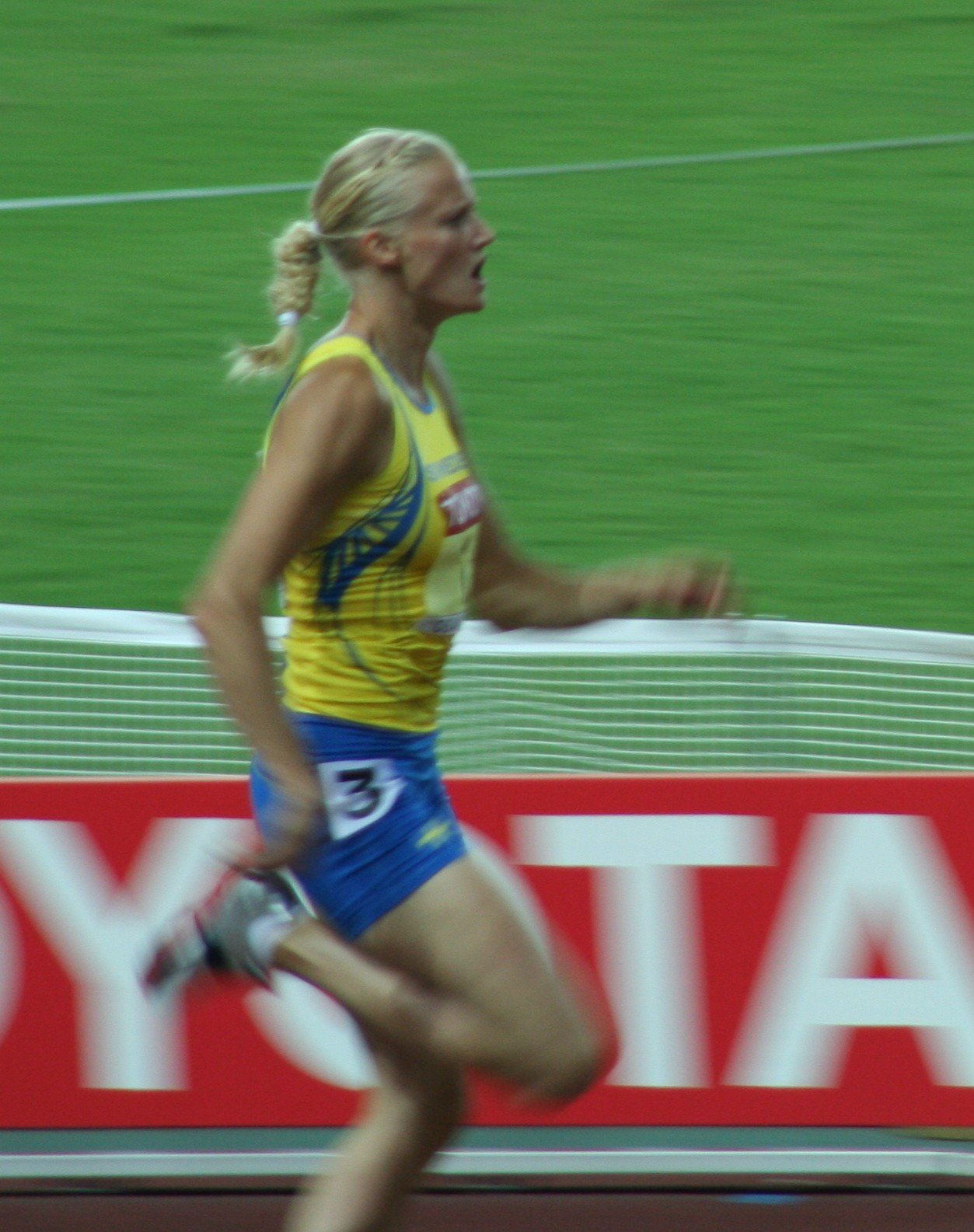
Klüft tijdens het WK in Osaka

In Osaka liet Carolina Klüft zich wederom van haar beste kant zien. Een evenaring van haar beste prestatie (13,15) op het openingsnummer, de 100 m horden, werd gevolgd door een nieuw PR op hoogspringen (van 1,94 naar 1,95). In de middag voegde ze daar beste seizoenprestaties op kogelstoten (14,81) en de 200 m (23,38) aan toe, waardoor zij na de eerste dag het klassement met 4162 punten aanvoerde, gevolgd door Ljoedmila Blonska. Met op de tweede dag opnieuw beste seizoensprestaties bij het verspringen (6,85) en speerwerpen (47,98) had Klüft voor de aanvang van de 800 m nog steeds alle zicht op een nieuw Europees record. Ze maakte deze verwachting waar door derde te worden op de 800m in 2.12,56, resulterend in een record puntentotaal van 7032.
Klüft is de derde vrouw die ooit drie wereldtitels achter elkaar won, en de eerste die dit deed in de zevenkamp.

### Toekomst
Klüft had al eerder laten doorschemeren, dat ze in de toekomst wilde afstappen van de zevenkamp en wilde overschakelen op een individuele discipline. Deze discipline zou het verspringen moeten zijn in combinatie met hink-stap-springen. Klüft wist aan het begin van 2008 ook nog niet met honderd procent zekerheid, of ze wel zevenkamp zou doen op de Olympische Zomerspelen 2008 te Peking.
Na het wereldindoorkampioenschap in Valencia in maart 2008 besloot ze echter, dat ze zich op de Olympische Zomerspelen 2008 te Peking zou beperken tot het verspringen en hink-stap-springen. Klüft maakte deze keuze met haar hart en zei, dat ze zich niet meer volledig kon inzetten voor de zevenkamp. 'In Japan beleefde ik geen plezier aan de wedstrijden. Ik was eerder opgelucht dat het voorbij was, dan dat ik eraan terugdacht met genoegen', zei Kluft. Dat was voor haar een doorslaggevend moment. Ze heeft geregeld beweerd dat ze met de zevenkamp zou stoppen als ze er geen schik meer in zou hebben. Prijzengeld, sponsorinkomsten en gouden medailles noemde ze altijd ongeschikt aan het plezier. Ze zocht bovendien een nieuwe uitdaging binnen de atletiek. Misschien kon ze zelfs meedoen voor de medailles, maar dan zou ze zich eerst moeten kwalificeren.

### Olympische Spelen 2008
Carolina Klüft kwalificeerde zich inderdaad voor de beide springnummers op de Spelen. Ze haalde echter de finale van het hink-stap-springen niet door een teleurstellende prestatie van 13,97. Maar bij het verspringen nam ze revanche door zich op dit nummer wel te kwalificeren voor de finale. Hierin bereikte ze net niet de top acht, maar werd negende door een technisch probleem bij haar sprongen. Haar coach Agne Bergvall nam de schuld op zich voor deze 'mislukte' verspringfinale. De Spelen van Peking waren dus niet echt succesvol voor de Zweedse.

## Liever wereldvrede dan wereldrecord
Hoewel haar atletiekprestaties en de Reebok fotosessie anders doen vermoeden, is Carolina Klüft allesbehalve op zichzelf gericht. Niet alleen moedigt zij vaak andere atleten aan, inclusief concurrentes, zoals Laurien Hoos in 2005 bij de EK voor neo-senioren in Erfurt ervoer. Klüft beperkte zich daar tot het verspringen: “Het was wel een gek gevoel om langs de kant te moeten staan, maar Laurien was een uitstekend kampioene”, verklaarde de Zweedse. Daarnaast zet zij zich al sinds haar zestiende in voor goede doelen. Zo is Klüft sponsor van individuele kinderen en projecten in kansarm Afrika. In Zweden leent ze haar naam aan projecten voor natuurbescherming. Haar motieven: “Er is veel ongelijkheid in de wereld. Iedereen kan iets doen om dat te verbeteren, gelukkig ik ook.” En ook: “Ik heb veel liever wereldvrede dan een wereldrecord. Dan is wat atleten doen niet zo belangrijk.”

## Titels
- Olympisch kampioene zevenkamp - 2004
- Wereldkampioene zevenkamp - 2003, 2005, 2007
- Wereldindoorkampioene vijfkamp - 2003
- Wereldjeugdkampioene zevenkamp - 2000, 2002
- Europees indoorkampioene vijfkamp - 2005
- Europees kampioene zevenkamp - 2002, 2006
- Europees kampioene verspringen U23 - 2003
- Europees jeugdkampioene zevenkamp - 2001
- Zweeds kampioene 100 m - 2003, 2004
- Zweeds kampioene 200 m - 2005
- Zweeds kampioene hoogspringen - 2004
- Zweeds kampioene verspringen - 2001, 2002, 2006
- Zweeds kampioene zevenkamp - 2001
- Zweeds kampioene hink-stap-springen - 2008

## Statistieken

### Persoonlijke records
Outdoor
| discipline         | prestatie           | wind    | plaats               | datum                        |
| ------------------ | ------------------- | ------- | -------------------- | ---------------------------- |
| 100 m              | 11,48 s             | -       | Karlstad             | 6 augustus 2004              |
| 200 m              | 22,98 s             | 1.0     | Parijs (Saint-Denis) | 23 augustus 2003             |
| 400 m              | 53,17 s             | -       | Gävle                | 17 augustus 2002             |
| 800 m              | 2.08,89             | -       | Helsinki             | 7 augustus 2005              |
| hoogspringen       | 1,95 m              | -       | Osaka                | 25 augustus 2007             |
| 100 m horden       | 13,15 s             | 1.1 0.1 | Götzis Osaka         | 28 mei 2005 25 augustus 2007 |
| verspringen        | 6,97 m              | 1.7     | Tallinn              | 4 juli 2004                  |
| hink-stap-springen | 14,02 m (nat. rec.) | 0.7     | Göteborg             | 8 september 2007             |
| kogelstoten        | 15,05 m             | -       | Götzis               | 27 mei 2006                  |
| speerwerpen        | 50,96 m             | -       | Götzis               | 28 mei 2006                  |
| zevenkamp          | 7032 p (AR)         | -       | Osaka                | 26 augustus 2007             |

Indoor
| discipline   | prestatie | wind | plaats     | datum            |
| ------------ | --------- | ---- | ---------- | ---------------- |
| 60 m         | 7,40 s    | -    | Malmö      | 12 februari 2005 |
| 60 m horden  | 8,19 s    | -    | Birmingham | 14 maart 2003    |
| 200 m        | 24,12 s   | -    | Sätra      | 2 maart 2003     |
| 400 m        | 52,89 s   | -    | Birmingham | 16 februari 2008 |
| 800 m        | 2.13,04   | -    | Birmingham | 2 maart 2007     |
| hoogspringen | 1,93 m    | -    | Madrid     | 4 maart 2005     |
| verspringen  | 6,92 m    | -    | Boedapest  | 7 maart 2004     |
| kogelstoten  | 14,48 m   | -    | Birmingham | 14 augustus 2003 |
| vijfkamp     | 4948 p    | -    | Madrid     | 04 maart 2005    |
| driekamp     | 3072 p    | -    | Birmingham | 16 februari 2008 |

### Progressie

#### zevenkamp
| seizoen | punten | plaats      | datum      |
| ------- | ------ | ----------- | ---------- |
| 2007    | 7032   | Osaka       | 26.08.2007 |
| 2006    | 6740   | Göteborg    | 08.08.2006 |
| 2005    | 6887   | Helsinki    | 07.08.2005 |
| 2004    | 6952   | Athene      | 21.08.2004 |
| 2003    | 7001   | Saint-Denis | 24.09.2003 |
| 2002    | 6542   | München     | 10.08.2002 |
| 2001    | 6022   | Grosseto    | 22.07.2001 |
| 2000    | 6056   | Santiago    | 20.10.2000 |
| 1999    | 5152   | Lerum       | 23.05.1999 |

#### speerwerpen
| seizoen | prestatie | plaats   | datum      |
| ------- | --------- | -------- | ---------- |
| 2007    | 47,98 m   | Osaka    | 26.08.2007 |
| 2006    | 50,96 m   | Götzis   | 27.05.2006 |
| 2005    | 47,20 m   | Helsinki | 06.08.2005 |
| 2004    | 48,89 m   | Athene   | 20.08.2004 |
| 2003    | 50,24 m   | Växjö    | 01.07.2003 |
| 2002    | 46,83 m   | Kingston | 20.07.2002 |
| 2000    | 42,00 m   | Santiago | 21.10.2000 |

#### verspringen
| seizoen | prestatie | wind | plaats    | datum      |
| ------- | --------- | ---- | --------- | ---------- |
| 2008    | 6,87 m    | 1.90 | Istanbul  | 22.06.2008 |
| 2007    | 6,85 m    | 1    | Osaka     | 26.08.2007 |
| 2006    | 6,67 m    | 1.5  | Oslo      | 02.06.2006 |
| 2005    | 6,87 m    | 0.2  | Helsinki  | 07.08.2005 |
| 2004    | 6,97 m    | 1.7  | Tallinn   | 04.07.2004 |
| 2003    | 6,86 m    | 0.5  | Bydgoszcz | 19.07.2003 |
| 2002    | 6,48 m    | 1.2  | Gävle     | 18.08.2002 |
| 2001    | 6,26 m    | 1.6  | Växjö     | 26.08.2001 |
| 2000    | 6,08 m    | -0.2 | Santiago  | 21.10.2000 |

#### hink-stap-springen
| seizoen | prestatie    | wind  | plaats   | datum      |
| ------- | ------------ | ----- | -------- | ---------- |
| 2008    | 14,29m (=ZR) | 0.70  | Växjö    | 08.06.2008 |
| 2007    | 14,02 m      | 0.70  | Göteborg | 08.09.2007 |
| 2004    | 13,87m       | -0.10 | Göteborg | 04.09.2004 |

#### hoogspringen
| seizoen | prestatie | plaats        | datum      |
| ------- | --------- | ------------- | ---------- |
| 2007    | 1,95m     | Osaka         | 25.08.2007 |
| 2006    | 1,92 m    | Arles         | 01.07.2006 |
| 2005    | 1,94 m    | Götzis        | 28.05.2005 |
| 2004    | 1,91 m    | Athene        | 20.08.2004 |
| 2003    | 1,94 m    | Saint-Denis   | 23.08.2003 |
| 2002    | 1,92 m    | Kingston, JAM | 19.07.2002 |

#### kogelstoten
| seizoen | prestatie | plaats   | datum      |
| ------- | --------- | -------- | ---------- |
| 2007    | 14,81m    | Osaka    | 25.08.2007 |
| 2006    | 15,05 m   | Götzis   | 28.05.2006 |
| 2005    | 15,02 m   | Helsinki | 07.08.2005 |
| 2004    | 14,77 m   | Athene   | 21.08.2004 |
| 2003    | 14,19 m   | Växjö    | 01.07.2003 |
| 2002    | 12,18 m   | Kingston | 19.07.2002 |
| 2000    | 13,27 m   | Santiago | 20.10.2000 |

#### 100 m horden
| seizoen | prestatie | wind | plaats      | datum      |
| ------- | --------- | ---- | ----------- | ---------- |
| 2007    | 13.15     | 0.1  | Osaka       | 25.08.2007 |
| 2006    | 13.35     | 1    | Götborg     | 07.08.2006 |
| 2005    | 13.15     | 1.1  | Götzis      | 28.05.2005 |
| 2004    | 13.21     | 0.2  | Athene      | 20.08.2004 |
| 2003    | 13.18     | -0.4 | Saint-Denis | 23.08.2003 |
| 2002    | 13.33     | -0.3 | München     | 09.08.2002 |
| 2000    | 13.92     | 0.6  | Santiago    | 21.10.2000 |

#### 800 m
| seizoen | prestatie | plaats      | datum      |
| ------- | --------- | ----------- | ---------- |
| 2007    | 2:10.86   | Götzis      | 27.05.2007 |
| 2006    | 2.11,48   | Arles       | 02.07.2006 |
| 2005    | 2.08,89   | Helsinki    | 07.08.2005 |
| 2004    | 2.11,51   | Tallinn     | 04.07.2004 |
| 2003    | 2.12,12   | Saint-Denis | 24.08.2003 |
| 2002    | 2.13,55   | Kingston    | 20.07.2002 |
| 2000    | 2.18,77   | Santiago    | 21.10.2000 |

#### 200 m
| seizoen | prestatie | wind | plaats      | datum      |
| ------- | --------- | ---- | ----------- | ---------- |
| 2007    | 23.38     | 0.3  | Osaka       | 25.08.2007 |
| 2006    | 23.65     | 1.3  | Arles       | 01.07.2006 |
| 2005    | 23.28     | 0.6  | Karlstad    | 22.06.2005 |
| 2004    | 23.25     | -0.9 | Plovdiv     | 20.06.2004 |
| 2003    | 22.98     | 1.1  | Saint-Denis | 23.08.2003 |
| 2002    | 23.81     | 0.2  | Kingston    | 19.07.2002 |
| 2000    | 24.61     | -0.6 | Santiago    | 20.10.2000 |

#### 100 m
| seizoen | prestatie | wind | plaats   | datum      |
| ------- | --------- | ---- | -------- | ---------- |
| 2006    | 11,75     | -1.8 | Karlstad | 20.07.2006 |
| 2005    | 11,55     | 0.6  | Göteborg | 28.08.2005 |
| 2004    | 11,48     | 1.3  | Plovdiv  | 20.06.2004 |
| 2003    | 11,53     | 1.5  | Helsinki | 05.09.2003 |
| 2002    | 11,74     | 0.2  | Karlstad | 25.07.2002 |

### Opbouw PR meerkamp en potentie op basis van PR's
In de tabel staat de uitsplitsing van het persoonlijk record op de zevenkamp. In de kolommen ernaast staat ook het potentieel record, met alle persoonlijke records op de losse onderdelen en de bijbehorende punten. Vergelijk de Europees recordhoudster, tevens nummer twee aller tijden, met wereldrecordhoudster Jackie Joyner-Kersee.
|              | Uitsplitsing PR | Uitsplitsing PR | Uitsplitsing PR |              | Potentieel record | Potentieel record |
| Onderdeel    | Prestatie       | Punten          | Wind            | Pers. record | Punten            |                   |
| ------------ | --------------- | --------------- | --------------- | ------------ | ----------------- | ----------------- |
| 100 m horden | 13,15           | 1102            | +0,1 m/s        | 13,15        | 1102              |                   |
| hoogspringen | 1,95            | 1171            | -               | 1,95         | 1171              |                   |
| kogelstoten  | 14,81           | 848             | -               | 15,05        | 864               |                   |
| 200 m        | 23,38           | 1041            | +0,3 m/s        | 22,98        | 1081              |                   |
| verspringen  | 6,85            | 1122            | +1.0 m/s        | 6,97         | 1162              |                   |
| speerwerpen  | 47,98           | 821             | -               | 50,96        | 879               |                   |
| 800 m        | 2.12,56         | 927             | -               | 2.08,89      | 981               |                   |
| Puntentotaal |                 | 7032            |                 |              | 7240              |                   |

## Palmares

### verspringen
Kampioenschappen
- 2003:  EK U23 in Bydgoszcz - 6,86 m
- 2004:  WK indoor - 6,92 m
- 2004: 11e OS - 6,63 m
- 2005:  EK U23 in Erfurt - 6,79 m
- 2006: 6e EK - 6,54 m
- 2008: 9e OS - 6,49 m
- 2010: 11e EK - 6,33 m
- 2011: 5e WK - 6,56 m

Golden League-podiumplekken
- 2006:  Bislett Games – 6,67 m

### hink-stap-springen
- 2008: 12e in kwal. OS - 13,97 m

### zevenkamp
- 2000:  WJK - 6056 p
- 2001:  EJK - 6022 p
- 2002:  WJK - 6470 p
- 2002:  EK - 6542 p (WJR)
- 2003:  WK - 7001 p
- 2003:  IAAF World Combined Events Challenge - 20295 p
- 2004:  OS - 6952 p
- 2004:  IAAF World Combined Events Challenge - 20541 p
- 2005:  WK - 6887 p
- 2005:  IAAF World Combined Events Challenge - 20399 p
- 2006:  EK - 6740 p
- 2006:  IAAF World Combined Events Challenge - 20124 p
- 2007:  WK - 7032 p (AR)

### vijfkamp
- 2002:  EK indoor - 4535 p (laatste meerkamp die ze verloor (vijf- en zevenkamp))
- 2003:  WK indoor - 4933 p
- 2005:  EK indoor - 4948 p
- 2007:  EK indoor - 4944 p

## Onderscheidingen
- Svenska Dagbladet Gold Medal - 2003
- Europees atlete van het jaar - 2003, 2006

1984: Glynis Nunn ·
1988: Jackie Joyner-Kersee ·
1992: Jackie Joyner-Kersee ·
1996: Ghada Shouaa ·
2000: Denise Lewis ·
2004: Carolina Klüft ·
2008: Natalja Dobrynska ·
2012: Jessica Ennis ·
2016: Nafissatou Thiam ·
2020: Nafissatou Thiam ·
2024: Nafissatou Thiam
1983 Ramona Neubert ·
1987 Jackie Joyner-Kersee ·
1991 Sabine Braun ·
1993 Jackie Joyner-Kersee ·
1995 Ghada Shouaa ·
1997 Sabine Braun ·
1999 Eunice Barber ·
2001 Jelena Prochorowa ·
2003 Carolina Klüft ·
2005 Carolina Klüft ·
2007 Carolina Klüft ·
2009 Jessica Ennis ·
2011 Jessica Ennis ·
2013 Hanna Melnitsjenko ·
2015 Jessica Ennis-Hill ·
2017 Nafissatou Thiam ·
2019 Katarina Johnson-Thompson ·
2022 Nafissatou Thiam ·
2023 Katarina Johnson-Thompson
- World Athletics: 14302090
- LIBRIS: 397365
- Virtual International Authority File: 3515147605354357760007